# Svensbydösen

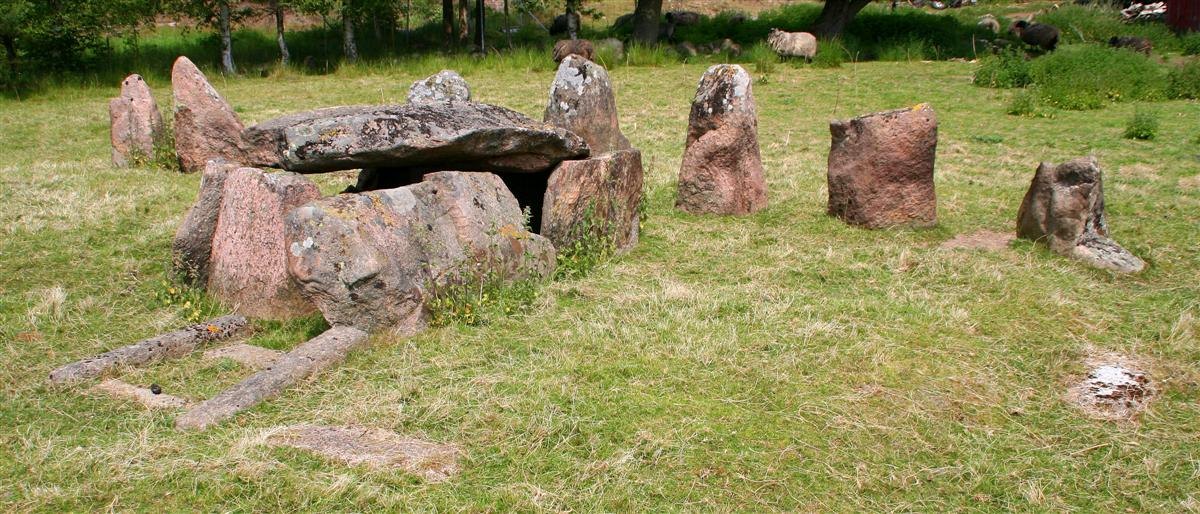
Drottning Hackas grav, Svensbydösen på Hisingen.

Svensbydösen är en dös, även kallad Drottning Hackas grav i Svensby, Säve socken på Hisingen (i korsningen Tålyckan-Svensbyvägen). Dösen, i detta fallet en så kallad långdös, är den enda kända i Göteborgs kommun , och samtidigt det äldsta kända byggnadsverket i kommunen. Sommaren 1978 företogs en arkeologisk utgrävning av dösen, eftersom graven låg i vägen för den planerade Norrleden , en ringled runt Göteborg. Det kunde då fastslås att det verkligen var en dös, som dock hade skadats svårt av skattsökare i jakten på en guldring (smidd av en jätte) som enligt sägnen ska finnas i graven.
Svensbydösen är en megalitgrav av typen dös som byggdes c:a 3500 f.Kr. vid en havsstrand, eftersom havet då stod 15 meter högre än i dag. Ursprungligen bestod kantkedjan av 15 stenar, varav 5 hittades uppresta vid utgrävningen. Stenarna är av Göteborgsgnejs och merparten har brutits ur en bergshöjd cirka 250 meter nordväst om dösen. I genomsnitt väger stenarna mellan 1 och 2 ton och takblocket uppemot 3 ton. Mellan stenblocken fanns så kallade "kallmurar", tunna flata stenar, staplade på varandra upp till en halv meters höjd som stöd för kammaren och kantkedjan. På takblocket finns ett tiotal skålgropar eller "älvkvarnar" inhuggna, vilka har använts för att offra i.
År 1979 återuppbyggdes dösen ett stycke från sin ursprungliga plats, cirka 10 meter längre österut i samma sluttning.